# Эпштейн, Павел Зигмундович
Павел Зигмундович Эпштейн (после эмиграции — нем. Paul Sophus Epstein — Пауль Софус Эпштейн, англ. Paul Sophus Epstein — Пол Софус Эпстайн; 20 марта 1883, Варшава, Царство Польское, Российская империя — 8 февраля 1966, Пасадина, Калифорния, США) — российский и американский физик-теоретик, академик Национальной академии наук США.

## Биография
Родился 20 марта 1883 года в Варшаве в семье коммерсанта Зигмунда Симона Эпштейна и Сары (Софии Ефимовны) Эпштейн (в девичестве — Лурье, 1858—1895) — переводчицы, корреспондентки Ф. М. Достоевского, чьи письма он опубликовал в «Дневнике писателя» (1877). Учился в гимназии в Минске, где его дед по материнской линии был управляющим городского филиала семейной банкирской конторы Лурье.
В 1901 году поступил в Московский университет, на физико-математический факультет. На третьем году обучения стал заниматься экспериментальной физикой под руководством профессора П. Н. Лебедева. В 1905 году получил степень бакалавра и остался работать в университете, продолжая обучение. В 1909 году стал магистром.
В 1910 году поступил в Мюнхенский технический университет, где изучал теоретическую физику под руководством профессора Зоммерфельда.
К началу Первой мировой войны в 1914 году всё ещё учился в Мюнхене и как подданный Российской империи стал заключённым. Однако благодаря вмешательству профессора Зоммерфельда был отпущен на свободу и мог достаточно свободно жить в Мюнхене, при этом ему было запрещено покидать территорию Германии. В том же году получил степень доктора философии по физике.
В 1919—1921 годы работал в Цюрихском университете.
В 1921 году переехал сначала в Нидерланды, где работал в Лейденском университете, а затем уехал в США, где и остался, став преподавать в Калифорнийском технологическом институте.
В 1930 году был избран членом Национальной академии наук США.
8 февраля 1966 года на 82 году жизни скончался в Пасадине в США.
Труды Эпштейна связаны с разработкой теории дифракции, квантовой теории, проблем квантовой механики.
Двоюродный брат П. Эпштейна — немецкий психиатр и психотерапевт Владимир Самуилович Элиасберг (Wladimir Gottlieb Eliasberg, 1896—1969). Сам П. Эпштейн начиная со своего пребывания в Германии и более поздней встречи с З. Фрейдом в Вене на протяжении всей жизни интересовался психоанализом и участвовал в создании Лос-Анджелесского института психоанализа.